# Bryan Fuller
Bryan Fuller (nascut el 27 de juliol de 1969) és un escriptor i productor estatunidenc, conegut sobretot per haver creat les sèries de televisió Pushing Daisies (2007–2009) i Hannibal (2013–2015). Fuller també és conegut pel seu treball com a guionista de les sèries de televisió Star Trek Voyager (1997–2001) i Deep Space Nine (1997); També és el cocreador de Star Trek: Discovery (2017–2024) i Star Trek: Short Treks (2018–2020).

## Primers anys de vida
Fuller va néixer a Lewiston (Idaho), i va creíxer a Clarkston (Washington). Va ser criat a com a catòlic.Després de graduar-se a la Clarkston High School, Fuller va assistir al Lewis-Clark State College de Lewiston. Més tard es va transferir a la Escola d'Arts Cinematogràfiques de la USC, però va abandonar els estudis i va començar a treballar com a temporer d'oficina.

## Carrera
Com a escriptor col·laborador, el treball de Fuller ha aparegut en diverses sèries, incloent-hi Star Trek: Voyager i Star Trek: Deep Space Nine, aconseguint vint-i-dos crèdits d'escriptura d'episodis per a la franquícia Star Trek. Fuller és un fandom de la ciència-ficció, i en una entrevista va dir que les seves sèries preferides de Star Trek eren l'original dels anys 60, seguida de Deep Space Nine, La nova generació i Voyager. Fuller ha anomenat DS9 la seva sèrie derivada preferida, afirmant: "Hi havia moltes coses noves i innovadores durant Deep Space Nine i és per això que és el meu favorit de la nova sèrie. Estava molt més basat en personatges". El 1997 Fuller va treballar en els episodis de DS9 "The Darkness and the Light" i "Empok Nor".
Fuller va escriure el guió televisiu per a l'adaptació del 2002 de Carrie, basada en la novel·la del mateix nom de Stephen King de 1974. A continuació, va crear Dead Like Me que es va emetre a Showtime durant dues temporades, del 2003 al 2004, tot i que Fuller va marxar al principi de la primera temporada. Després va cocrear Wonderfalls amb Todd Holland, que es va emetre a Fox el 2004, amb només quatre episodis emesos i la resta estrenant-se en DVD. A finals del 2004, Fuller va aconseguir un compromís amb el pilot de la NBC per a "The Assistants", tot i que la sèrie mai va superar la fase de guió. El 2005, Fuller va escriure el pilot de la comèdia animada "The Amazing Screw-On Head" per al Sci Fi Channel, que es va emetre el 2006 però no va ser escollida per a una sèrie. A continuació, va treballar a la sèrie de la NBC Herois, on es va incorporar com a productor consultor després del pilot i es va convertir en coproductor executiu de la primera temporada. També va escriure un parell d'episodis per a Herois, inclòs "Company Man", que TV Guide va nomenar un dels 100 millors episodis de la història de la televisió.

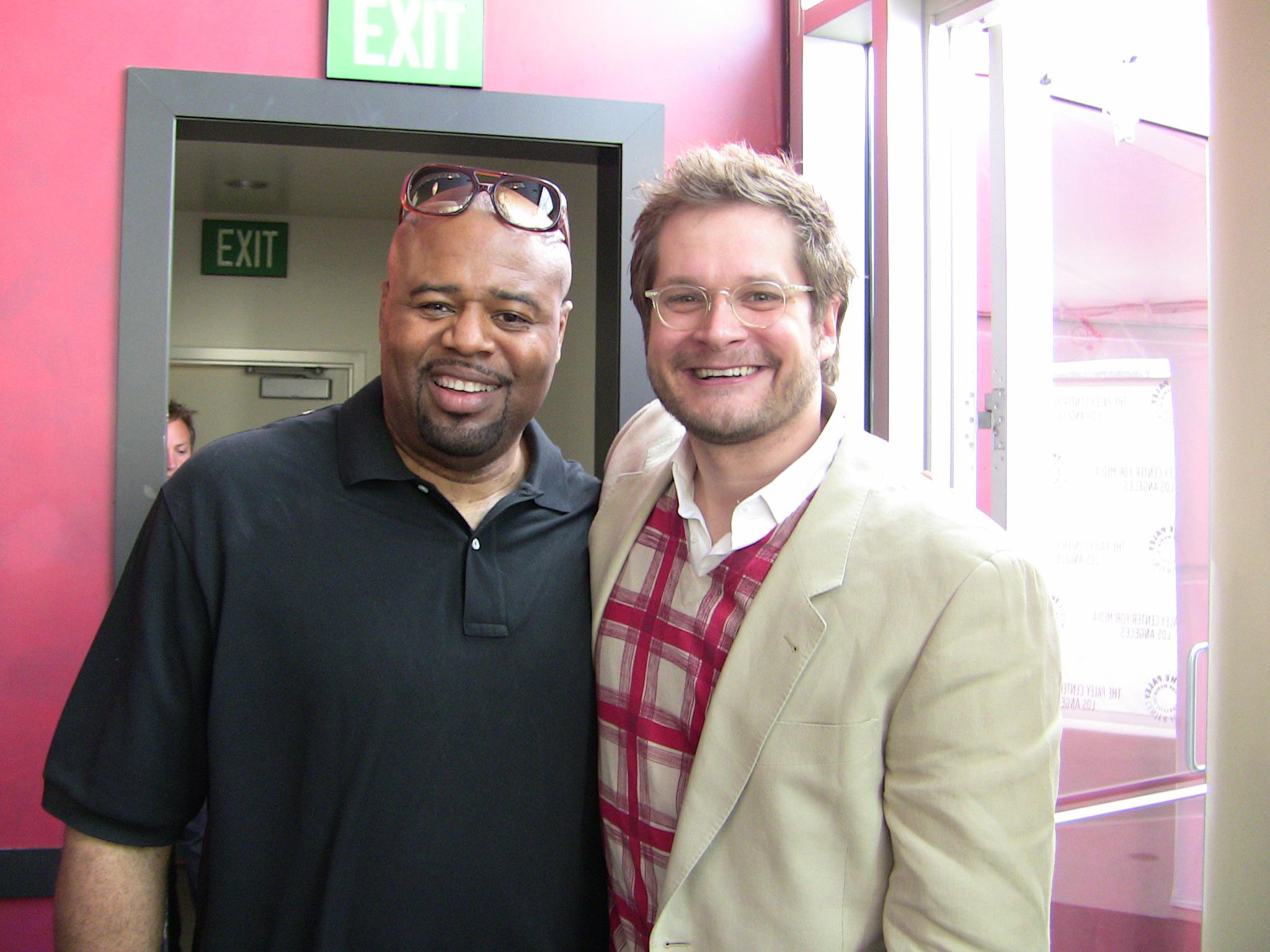
Chi McBride i Bryan Fuller

Després va crear Pushing Daisies, sobre un pastisser (Lee Pace) que pot tornar a la vida les coses mortes temporalment, que va debutar a ABC el 3 d'octubre de 2007. El 17 de juliol de 2008, la sèrie va ser nominada a dotze Premis Emmy de l'Acadèmia d'Arts i Ciències de la Televisió, inclòs un per a Fuller al Premi Primetime Emmy al millor guió d'una sèrie de comèdia. Finalment va guanyar set premis Emmy: a la millor actriu secundària (Kristin Chenoweth), millor direcció artística, millor vestuari, millor música, millor maquillatge, millor muntatge i millor direcció d'una sèrie de comèdia (Barry Sonnenfeld). La segona temporada de "Pushing Daisies" va començar l'1 d'octubre de 2008 a la cadena ABC. A mitjans de novembre, l'ABC va anunciar que no demanaria nous episodis per a la segona temporada després de la 13a. L'últim episodi de la sèrie es va emetre el 13 de juny de 2009.
Amb la cancel·lació de Pushing Daisies, Fuller va signar un contracte de set xifres per dos anys amb Universal Media Studios. Es va reincorporar a l'equip de guionistes de "Herois" per al 20è episodi de la tercera temporada, i va tornar a ser productor consultor, jugant un "paper clau" a l'equip de guionistes. Després de treballar en alguns dels arcs argumentals de la propera temporada de Herois, Fuller va anunciar que passaria a altres projectes. Els seus següents projectes, tant fruit de l'acord amb Universal com desenvolupats per a la NBC, van ser Sellevision, desenvolupada amb Bryan Singer i basada en el llibre del mateix nom d'Augusten Burroughs, i No Kill, la primera comèdia de situació de Fuller. Cap dels dos projectes va superar la fase de guió. El següent projecte de Fuller, de nou per a la NBC, va ser Mockingbird Lane, un revival de la clàssica sitcom The Munsters. Es va produir un pilot, però la sèrie no va rebre cap encàrrec de sèrie, i el pilot es va emetre com a especial de Halloween. Fuller va treballar a continuació a "Mind Fields" amb Lisa Joy per a USA Network, que no es va emetre.
El següent projecte de Fuller va ser la sèrie d’Hannibal Lecter Hannibal, que es va estrenar a la NBC el 2013 i es va renovar per a una segona temporada el 2014. Fuller havia desenvolupat High Moon per a Syfy, basada en el llibre The Lotus Caves, que va filmar un pilot a finals del 2013, però no va rebre cap encàrrec de sèrie.
El juliol de 2014, Starz havia adquirit els drets d'emissió de la novel·la de Neil Gaiman del 2001 American Gods, i que Fuller, amb el productor Michael Green, convertiria la novel·la en una sèrie de televisió. La sèrie es va estrenar el 30 d'abril de 2017. Es va renovar per a una segona temporada, però Fuller i Green van abandonar la sèrie a causa de problemes pressupostaris durant l'etapa d'escriptura de la segona temporada.A principis del 2018, Fuller estava treballant en una adaptació televisiva de la sèrie de novel·les The Vampire Chronicles nd'Anne Rice. Va abandonar el projecte el juliol del mateix any. Després de deixar American Gods i Discovery, Fuller va començar a treballar en el seu primer llargmetratge el 2021, escrivint una nova adaptació de la novel·la de Stephen King de 1983 Christine per a Sony Pictures i Blumhouse Productions, amb la intenció de debutar com a director. A l'octubre de 2022, es va anunciar que Fuller escriuria una sèrie de televisió preqüela de Friday the 13th titulada Crystal Lake. He dropped out of the project in May, 2024, citing creative differences as the cause.
Amb el desenvolupament de Christine estancat, Fuller va recórrer a un guió original per ser el seu debut com a director, Dust Bunny protagonitzada per l'actor principal de Hannibal Mads Mikkelsen.

## Fullervers
Amb el sobrenom de "Fullervers" pels fans de Fuller, s'implica que totes les sèries de Fuller tenen lloc al mateix univers.
Marianne Marie Beetle (interpretada per l'actriu Beth Grant) apareix per primera vegada a l'episodi "Muffin Buffalo" de Wonderfalls, i posteriorment ha aparegut a l'episodi "Comfort Food" de Pushing Daisies i al pilot de Mockingbird Lane.
De la mateixa manera, Gretchen Speck-Horowitz (interpretada per Chelan Simmons) apareix per primera vegada a l'episodi "Pink Flamingos" de Wonderfalls i posteriorment a l'episodi  "Amuse-Bouche" de "Hannibal, revertint al seu nom de soltera després del seu divorci.
Mentrestant, a l'episodi "Bzzzzzzzzz!" de "Pushing Daisies", Ned menciona que treballa per a l'agència temporal Happy Time quan intenta anar d'incògnit, el mateix lloc on treballa Georgia "George" Lass a "Dead Like Me".
A més, la marca fictícia "Lil' Ivey's" va aparèixer per primera vegada a l'episodi "Cocktail Bunny" de Wonderfalls en una caixa de cireres de còctel i més tard va aparèixer a l'episodi "Kerplunk" de Pushing Daisies, aquesta vegada en una bossa de macarrons.
Fuller ha reinterpretat alguns dels seus personatges en sèries posteriors. Georgia "George" Lass (interpretada per Ellen Muth), després d'haver aparegut per primera vegada a Dead Like Me, va ser reinterpretada com a Georgia Madchen (també interpretada per Muth) als episodis de Hannibal "Buffet Froid" i "Relevés". Aquesta similitud es veu reforçada pels seus cognoms: "lass" és un sinònim anglès (o escocès) de noia, mentre que "Mädchen" és una paraula alemanya que significa el mateix. En un altre gest de complicitat a Georgia Lass com a segadora (per tant, viva i morta) a "Dead Like Me", a "Hannibal" Georgia Madchen és una assassina que pateix nombroses afeccions mèdiques, inclosa la síndrome de Cotard, un trastorn deliri que la convenç que realment és morta.
De manera similar, Reggie Lass de Dead Like Me (interpretada per Britt McKillip) va ser reinterpretada com a Miriam Lass (interpretada per Anna Chlumsky), que apareix per primera vegada a l'episodi "Entrée" de Hannibal.De la mateixa manera, a l'episodi "Takiawase" d'"Hannibal", una acupuntora (interpretada per Amanda Plummer) que està sent investigada per lobotomitzar pacients es diu Katherine Pimms, que també és el nom de portada utilitzat per Charlotte "Chuck" Charles (interpretada per Anna Friel) en diversos episodis de "Pushing Daisies".
A l'episodi "Better Halves" de la primera temporada de "Herois" es va fer un gest visual a "Wonderfalls" quan es va veure el lleó de cera amb la cara esmolada que era el protagonista de "Wonderfalls" en una tauleta de nit.

## Vida personal
Fuller té una relació des de fa temps amb el dissenyador d'interiors Scott Roberts.
En una entrevista del 2007, va declarar que la seva pel·lícula preferida era la pel·lícula francesa del 2001 Amélie, que va ser una de les inspiracions per a Pushing Daisies: "Totes les coses que estimo estan representades en aquesta pel·lícula. És una pel·lícula que em farà plorar basada en la bondat en lloc de la tristesa."

### Acusacions d'assetjament sexual
El 5 d'octubre de 2023, Fuller va ser acusat i demandat per assetjament sexual per Sam Wineman, un productor de "Queer for Fear", càrrecs que Fuller nega. L'advocat de Fuller, Bryan Freedman, va publicar la següent declaració, afirmant que la demanda va ser un intent de represàlia per extorquir Fuller després que Wineman deixés el projecte: "No us equivoqueu, Sam Wineman serà demandat per difamació basant-se en declaracions 100% demostrablement falses", va dir Freedman a "Deadline Hollywood". "Hi ha proves documentades que refuten completament les acusacions contra Bryan Fuller. Wineman va crear aquesta història fictícia molt després que la seva greu incompetència fes necessari el seu allunyament en un intent d'extorquir AMC, Shudder, Steakhaus i Bryan Fuller." Un mes després, 14 persones, 9 de les quals havien estat al plató de "Queer for Fear" en el moment del suposat incident, van presentar-se en defensa de Fuller, repudiant la història de Sam Wineman. Alguns fins i tot van arribar a condemnar Wineman per comportament poc professional.

## Filmografia
Cinema
| Any | Títol      | Director | Guionista | Productor |
| --- | ---------- | -------- | --------- | --------- |
| TBA | Dust Bunny | Sí       | Sí        | Sí        |

Televisió
| Any       | Títol                                       | Director | Guionista | Productor executiu | Creador | Desenvolupador | Notes |
| --------- | ------------------------------------------- | -------- | --------- | ------------------ | ------- | -------------- | --- |
| 1997      | Star Trek: Deep Space Nine                  | No       | Sí        | No                 | No      | No             | Episodis "The Darkness and the Light" i "Empok Nor"                                                                          |
| 1997–2001 | Star Trek: Voyager                          | No       | Sí        | Sí                 | No      | No             | 81 episodis; També editor d'arguments (temporada 4–5), editor executiu d'arguments (temporada 6) i coproductor (temporada 7) |
| 2002      | Carrie                                      | No       | Sí        | Sí                 | No      | No             | Telefilm |
| 2003–2004 | Dead Like Me                                | No       | Sí        | Sí                 | Sí      | No             | 29 episodis; També productor consultor                                                                                       |
| 2004      | Wonderfalls                                 | No       | Sí        | Sí                 | Sí      | No             | 13 episodis |
| 2006      | The Amazing Screw-On Head                   | No       | Sí        | Sí                 | No      | Sí             | Pilot animat |
| 2006–2009 | Herois                                      | No       | Sí        | Co-executive       | No      | No             | 33 episodis; També productor consultiu (temporada 3–4)                                                                       |
| 2007–2009 | Pushing Daisies                             | No       | Sí        | Sí                 | Sí      | No             | 22 episodis |
| 2012      | Mockingbird Lane                            | No       | Sí        | Sí                 | No      | Sí             | Pilot |
| 2013–2015 | Hannibal                                    | No       | Sí        | Sí                 | No      | Sí             | 39 episodis |
| 2014      | High Moon                                   | No       | Sí        | Sí                 | No      | Sí             | Pilot |
| 2017–2021 | American Gods                               | No       | Sí        | Sí                 | No      | Sí             | 26 episodis |
| 2017–2024 | Star Trek: Discovery                        | No       | Sí        | Sí                 | Sí      | No             | 65 episodis; També consultor executiu (temporades 2–3)                                                                       |
| 2018–2020 | Star Trek: Short Treks                      | No       | No        | No                 | Sí      | No             | |
| 2022      | Queer for Fear: The History of Queer Horror | Sí       | No        | Sí                 | No      | No             | Va dirigir 2 episodis |

## Premis i nominacions
| Any  | Premi                                              | Categoria                                   | Treball                 | Resultat  |
| ---- | -------------------------------------------------- | ------------------------------------------- | ----------------------- | --------- |
| 2005 | Premi del Sindicat de Guionistes dels Estats Units | Comèdia Episòdica                           | Wonderfalls             | Nominat   |
| 2007 | Premi del Sindicat de Guionistes dels Estats Units | Nova Sèrie                                  | Heroes                  | Nominat   |
| 2007 | Premi Primetime Emmy                               | Millor sèrie dramàtica                      | Herois                  | Nominat   |
| 2008 | Premi del Sindicat de Guionistes dels Estats Units | Sèrie nova                                  | Pushing Daisies         | Nominat   |
| 2008 | Premi del Sindicat de Guionistes dels Estats Units | Comèdia episòdica                           | Pushing Daisies         | Nominat   |
| 2008 | Premi Edgar                                        | Millor episodi televisiu                    | Pushing Daisies         | Nominat   |
| 2008 | Premi Hugo                                         | Millor presentació dramàtica – Format llarg | Herois                  | Nominat   |
| 2008 | Premi Primetime Emmy                               | Millor guió per a una sèrie de comèdia      | Pushing Daisies         | Nominat   |
| 2014 | Premi Dan Curtis Legacy                            | Premi Dan Curtis Legacy                     | Premi Dan Curtis Legacy | Guanyador |